# 横山香代子
横山 香代子（よこやま かよこ、1968年9月23日 - ）は俳人。
静岡県浜松市に生まれ、静岡市で育つ。
25歳の時、俳句を始める。俳句結社「街」に所属し、今井聖に師事。
2005年、第7回俳句界賞受賞。俳人協会会員。

## 経歴
1991年　ロサンゼルスのWhittier　Collegeに短期留学。
1993年　俳句結社「椎」に入会、原田喬に師事。
1996年　『ありあまる青』で第13回静岡県俳句協会新人賞受賞。
俳句結社「街」に入会、今井聖に師事。
1998年　「街」同人。静岡県芸術祭準奨励賞受賞。
1999年　第4回椎集賞受賞。その後「街」編集部
2004年　俳人協会会員。
2005年　『人』で第7回俳句界賞受賞。
2007年　句集「人」上梓。（文學の森）
2018年　三人展「大井川鐡道と人と言葉」開催。